# Rudersdal Kommune

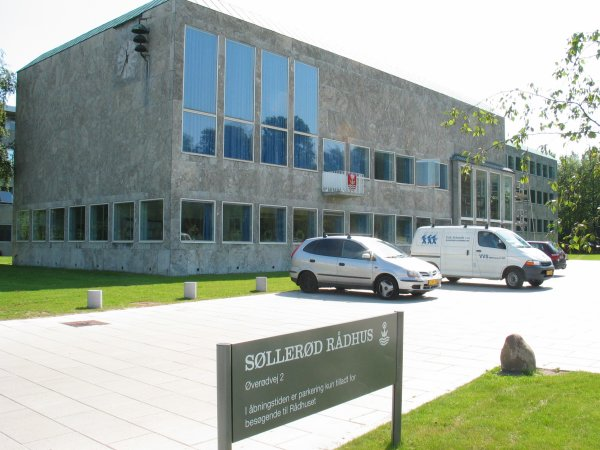
Rathaus der Rudersdal Kommune in Holte, Architekt: Arne Jacobsen

Rudersdal Kommune ist eine dänische Kommune im Nordosten der Insel Seeland. Sie entstand am 1. Januar 2007 im Zuge der Kommunalreform durch Vereinigung der bisherigen Kommunen Søllerød im Københavns Amt und Birkerød im Frederiksborg Amt.
Rudersdal Kommune besitzt eine Gesamtbevölkerung von 57.193 Einwohnern (Stand 1. Januar 2023) und eine Fläche von 73,30 km². Sie ist Teil der Region Hovedstaden. Der Sitz der Verwaltung ist im Stadtteil Holte. Rudersdal Kommune liegt im nördlichen Vorortbereich der dänischen Hauptstadt Kopenhagen. Das Stadtgebiet des ehemaligen Kommunenzentrums Søllerød ist Bestandteil der Hauptstadtregion Hovedstadsområdet, nicht jedoch die ländlichen Anteile der Kommune sowie die zu Birkerød und Hørsholm gehörenden.

## Kirchspielsgemeinden und Ortschaften in der Kommune
Auf dem Gemeindegebiet liegen die folgenden Kirchspielsgemeinden (dän.: Sogn) und Ortschaften mit über 200 Einwohnern  (byområder (dt.: „Stadtgebiete“) nach Definition der Statistikbehörde); Einwohnerzahl am 1. Januar 2023, bei einer eingetragenen Einwohnerzahl von Null hatte der Ort in der Vergangenheit mehr als 200 Einwohner:
| Nr. | Kirchspiel                | Einwohner | Ortschaft                                                            | Einwohner                           |
| --- | ------------------------- | --------- | -------------------------------------------------------------------- | ----------------------------------- |
|     | Birkerød Sogn (b) (c) (e) | 11.464    | Birkerød (b) Brådebæk (a) (c) Ravnsnæs                               | 20.813 1. Januar 2009: 0.0971 581   |
|     | Bistrup Sogn (b)          | 8.875     |                                                                      |                                     |
|     | Gammel Holte Sogn (c)     | 5.467     |                                                                      |                                     |
|     | Høsterkøb Sogn (e)        | 3.209     | Høsterkøb                                                            | 319                                 |
|     | Ny Holte Sogn (d)         | 6.434     | Teil von Hovedstadsområdet (d) (ehemaliges Stadtgebiet von Søllerød) | 19.935                              |
|     | Nærum Sogn (d)            | 5.962     | Teil von Hovedstadsområdet (d) (ehemaliges Stadtgebiet von Søllerød) | 19.935                              |
|     | Søllerød Sogn (d)         | 7.959     | Teil von Hovedstadsområdet (d) (ehemaliges Stadtgebiet von Søllerød) | 19.935                              |
|     | Vedbæk Sogn (c)           | 7.701     | Hørsholm (a) (c) Skodsborg Trørød (a) (c)                            | 13.452 1.256 1. Januar 2009: 11.245 |

## Städtepartnerschaften
Rudersdal Kommune unterhält Städtepartnerschaften zu
- Norwegen: Asker
- Schweden: Eslöv
- Finnland: Jakobstad
- Island: Garðabær
- Grönland: Alluitsup Paa